# Langut
Langut is een bestuurslaag in het regentschap Indramayu van de provincie West-Java, Indonesië. Langut telt 5471 inwoners (volkstelling 2010).